# Отоман (намештај)
Отоман или диван, је облик кауча са изгледом столице без ослона за руке или наслона, иако понекад нема нити једно од њих. Може имати квадратне или полукружне крајеве, а по правилу то је оно што тапатери називају „прекривеним” (прекривено или обложено платном, мебл-штофом) — што значи да нема видљивог дрвета. Може се користити као хоклица, шамлица, сто за кафу или као замена софе. Отомани се често продају као координисан намештај с фотељама или клизачима. Отоман је познат и као шамлица, туфет, јастуче за клечање или пуф. „Отоман” може такође да означава тапацирано седиште без наслона или ослона за руке, али оно које обично служи као складиште, са седиштем са шарком за обликовање поклопца.